# Project 1258
Project 1258 Koroend (Russisch: Тральщики проекта 1258 Корунд) (NAVO-codenaam: Yevgenya-klasse) is een klasse mijnenvegers die tussen 1967 en 1980 voor de marine van de Sovjet-Unie en exportklanten werd gebouwd.

## Ontwerp
De project 1258-serie is een klasse van kleine mijnenvegers gebouwd voor operaties in de binnenwateren. De scheepsromp is gemaakt van glasvezelversterkte kunststof. De schepen hebben een standaard waterverplaatsing van 89,9 ton en 93,0 ton bij volledige belading. De afmetingen van de scheepsklasse zijn 26,13 meter in lengte (24,16 meter bij de waterlijn) en 5,9 meter in breedte (5,4 meter bij de waterlijn). De vaartuigen hebben een standaard-diepgang van 1,35 meter, 1,38 meter bij volledige belading.
De schepen hebben een 14,5mm-machinegeweersysteem. Verder zijn ze uitgerust met MT-34-, AT-2-, SEMT-3-, Neva- en GKT-3-mijnenveegsystemen. Ze hebben een operationele bemanning van tien leden.

## Schepen
De volgende landen hebben Project 1258-mijnenvegers gebruikt:
- Angola - 2
- Rusland - ongeveer 45 in dienst in 1995
- Azerbeidzjan - 5 schepen
- Bulgarije - 4 schepen
- Cuba - 11 schepen overgedragen
- India - 6 schepen overgedragen (allen traden sinds 2006 buiten dienst)
- Irak - 3 schepen (overgedragen in 1975)
- Mozambique - 2 schepen overgedragen
- Nicaragua - 4 schepen (voormalig Cubaans)
- Syrië - 5 schepen overgedragen
- Vietnam - 2 schepen
- Jemen - 2 schepen overgedragen